# Astronomické jednotky délky
Astronomické jednotky délky jsou jednotky pro měření vzdáleností ve vesmíru. Používají se z praktických důvodů v astronomii a příbuzných oborech, protože vzhledem k velkým vzdálenostem ve vesmíru jsou základní jednotka SI metr i odvozený kilometr příliš malými jednotkami.
Světelný rok a parsek nepatří mezi jednotky, které soustava SI připouští používat vedle soustavných jednotek (metr a jeho násobky a díly). Naopak používání astronomické jednotky je akceptováno.

## Poloměr Slunce
Jeden poloměr Slunce je 6,960×108 m = 0,00465247 AU.

## Astronomická jednotka (AU)
Jedna astronomická jednotka se přibližně rovná střední vzdálenosti Země od Slunce a je definována přesnou vzdáleností v metrech. Střední poloměr oběžné dráhy Země kolem Slunce je tedy zhruba roven 1 AU.
1 AU = 149 597 870 700 m ≈ 150 milionů km

## Světelný rok (ly)
Jeden světelný rok je vzdálenost, kterou urazí světlo za jeden rok – 9,461 biliónů kilometrů. Převedeno do metrické soustavy je jeden světelný rok roven přibližně 9,461×1015 metrů.
1 ly = 9 460 730 472 580 800 m ≈ 9,46 × 1012 km ≈ 10 bilionů km.
1 ly ≈ 63 241 AU

## Parsek (pc)
Jeden parsek (akronym z paralaxová sekunda) je definován jako vzdálenost, ze které se dlouhá poloosa zemské dráhy (1 AU) jeví pod úhlem 1", což je 3,261630751 ly. Vyjádřeno v metrech, jeden parsek je 3,0857×1016 m.
1 pc ≈ 3,262 ly ≈ 30 bilionů km
U parseku je běžné používání dekadických předpon SI pro jeho násobky: kilo parsek (kpc), mega parsek (Mpc), giga parsek (Gpc).